# Бульвар Гетьмана Сагайдачного
Бульвар Гетьмана Сагайдачного — бульвар в Одесі. Починається від Алеї Слави у парку Шевченка і закінчується перетином із вулицею Леонтовича. Бульвар знаходиться у Приморському районі, у історичному центрі Одеси.

## Історія
До 1906 року бульвар не мав власної назви, а потім був перейменований на «Лідерсовський», на честь графа Александра фон Людерса, російського генерала німецького походження. У 19 столітті на місті 3-го номера бульвару знаходився маєток вище зазначеного військовика. 27 серпня 1927 року радянською владою бульвар було перейменовано на «Дзержинського» у честь польського революціонера Фелікса Дзержинського. Така назва протрималася до 18 травня 1995 року, коли тодішнім міським головою Едіардом Гурвіцом вулиці було повернуто історичну назву. Щоправда, є також непідтверджена інформація про те, що в період між 1992 та 1994 роками бульвар носив назву «Ентузіастів».

## Будівлі
На бульварі є декілька пам'яток архітектури: особняк за адресою бульвар Гетьмана Сагайдачного, 19; будівля інституту курортології; Дача Маразлі та особняк Фабрицького.
Також під номером 21 на бульварі знаходиться дім «з однією стіною».